# Moto G5
Moto G5 es un teléfono de gama media con sistema operativo Android, que forma parte de la 5.a generación del Moto G, fabricado por 
Motorola Mobility.
El teléfono fue anunciado en febrero de 2017, para ser lanzado el mismo mes y en marzo de 2017, en mercados europeos y en la India.
En agosto de 2017, se lanzaron a la venta el Moto G5 Special Editon (abreviado como Moto G5s).

## Especificaciones

### Hardware
El diseño del Moto G5 cambia en este modelo, ya que ahora posee una carcasa de aluminio y una cámara empotrada. Está disponible en dos colores, gris lunar y dorado fino. A diferencia de sus antecesores, no se puede personalizar por Moto Maker.
Su procesador es un Qualcomm Snapdragon 430 de 1.4 GHz, una pantalla de 5 pulgadas con una resolución de 1920x1080, 2 GB de RAM, y una batería de 2800 mAh extraíble. Su cámara trasera es de 13 MP, y la frontal de 5 MP, contando además con una antena de radio FM.
Su almacenamiento interno es de 16 o 32 GB dependiendo del modelo, expandible vía Micro SD hasta 128 GB.
Al igual que su antecesor (Moto G4), este teléfono admite controles de movimiento a través de Moto Actions, y cuenta con la misma carga de TurboPower que el Moto G4, proporcionando hasta 6 horas de duración de la batería con 15 minutos de tiempo de carga.
Todos los modelos poseen lector de huellas, para desbloquear el teléfono sin usar la contraseña, y usarlo para otras funciones.

### Software
El teléfono viene con el sistema operativo Android 7.0 Nougat, con características exclusivas de software que también venían en modelos anteriores, como Moto Assist, Moto Voice, entre otras características.
El teléfono en varias partes del mundo, todos los modelos, incluyendo las versiones "Moto G5s" ya actualizaron a Android 8.1 Oreo, siendo esta la última actualización que recibirán los teléfonos.

## Otros modelos
El Moto G5 posee otros modelos que varían en distintas características y especificaciones.

### Moto G5 Plus
Es una versión premium del Moto G5, que posee algunas características diferentes como las siguientes:
- El almacenamiento interno puede ser hasta de 64 GB.
- Su procesador pasa a ser un Qualcomm Snapdragon 625 de 2.0 GHz.
- La batería pasa a ser de 3000 mAh, solo que no es extraíble.
- La cámara trasera pasa a ser de 12 MP, disminuyendo 1 MP a comparación del Moto G5.
- El tamaño del teléfono es mayor.
- El peso del teléfono aumenta.

### Modelos extras y especiales

#### Moto G5 Prime Exclusive
Al igual que el Moto G4, hay una versión del Moto G5 exclusiva de usuarios de Amazon Prime que es más barata que la versión estándar y presenta anuncios de Amazon en la pantalla de bloqueo.
Al igual que el Moto G4 Prime Exclusive, su bootloader no puede ser desbloqueado.

## Comparación entre modelos
Aquí se comparan las características y especificaciones de los dos modelos del Moto G5.
| Especificación         | Moto G5                                    | Moto G5 Plus                               |
| ---------------------- | ------------------------------------------ | ------------------------------------------ |
| Pantalla               | 5 pulgadas                                 | 5.2 pulgadas                               |
| Resolución             | 1920x1080                                  | 1920x1080                                  |
| Procesador             | Qualcomm Snapdragon 430 de 1.4 GHz         | Qualcomm Snapdragon 625 de 2.0 GHz         |
| Almacenamiento interno | 16 o 32 GB                                 | 16, 32 o 64 GB                             |
| Cámara                 | Cámara trasera: 13 MP Cámara frontal: 5 MP | Cámara trasera: 12 MP Cámara frontal: 5 MP |
| RAM                    | 2 o 3 GB                                   | 3 GB                                       |
| Batería                | 2800 mAh                                   | 3000 mAh                                   |
| Batería removible      | Sí                                         | No                                         |
| Lector de huellas      | Sí                                         | Sí                                         |
| Dimensiones            | 144.3 x 73 x 9.5 mm                        | 150.2 x 74 x 7.9mm                         |
| Peso                   | 145 g                                      | 155 g                                      |

## Moto G5 Special Edition (Moto G5s)
El 1 de agosto de 2017, Motorola presentó las versiones especiales del Moto G5, el Moto G5s y Moto G5s Plus. Estos dos modelos mejoran bastante en comparación al Moto G5 y Moto G5 Plus.
Algunas especificaciones son las siguientes:
- Procesador Qualcomm Snapdragon 430 de 1.4 GHz.
- 3 GB de RAM.
- 32 GB de almacenamiento interno.
- La cámara trasera es de 16 MP, y la frontal de 5 MP.

### Moto G5s Plus
Sus especificaciones y características son mejores a las del Moto G5s. Estas características y especificaciones son las siguientes:
- Procesador Qualcomm Snapdragon 625 de 2.0 GHz.
- 3 o 4 GB de RAM.
- 32 o 64 GB de almacenamiento interno.
- La cámara trasera es de 13 MP, pero tiene una segunda cámara de 13 mpx monocromática, la frontal es de 8 MP, superior al Moto G5s.

### Comparación entre modelos
Aquí se comparan las características y especificaciones de los dos modelos del Moto G5s.
| Especificación         | Moto G5s                                   | Moto G5s Plus                              |
| ---------------------- | ------------------------------------------ | ------------------------------------------ |
| Pantalla               | 5.2 pulgadas                               | 5.5 pulgadas                               |
| Resolución             | 1920x1080                                  | 1920x1080                                  |
| Procesador             | Qualcomm Snapdragon 430 de 1.4 GHz         | Qualcomm Snapdragon 625 de 2.0 GHz         |
| Almacenamiento interno | 32 GB                                      | 32 o 64 GB                                 |
| Cámara                 | Cámara trasera: 16 MP Cámara frontal: 5 MP | Cámara trasera: 13 MP Cámara frontal: 8 MP |
| RAM                    | 3 GB                                       | 3 o 4 GB                                   |
| Batería                | 3000 mAh                                   | 3000 mAh                                   |
| Batería removible      | No                                         | No                                         |
| Lector de huellas      | Sí                                         | Sí                                         |
| Dimensiones            | 150.2 x 74 x 7.9 mm                        | 153.5 x 76.2 x 9.5 mm                      |
| Peso                   | 157 g                                      | 168 g                                      |